# Pedicularis chingii
Pedicularis chingii är en snyltrotsväxtart som beskrevs av Bonati. Pedicularis chingii ingår i släktet spiror, och familjen snyltrotsväxter. Inga underarter finns listade i Catalogue of Life.